# 鳳凰宿柱薹
鳳凰宿柱薹（学名：Carex hoozanensis）为莎草科薹草屬下的一个种。

## 扩展阅读
- 維基物種上的相關：鳳凰宿柱薹